# Heidi Hartmann
Heidi Hartmann és una economista feminista i actualment presidenta i fundadora de l'Institute for Women's Policy Research (IWPR) amb seu a Washington, una organització de recerca creada per dirigir investigació de polítiques públiques centrades en les dones. És una experta en intersecció de dones, economia i política pública. La Dra. Hartmann també és professora d'investigació a la Universitat George Washington i l'editora de la Journal of Women, Politics & Policy.

## Primers anys
Hartmann va néixer el 14 d'agost de 1945 a Elizabeth (Nova Jersey), filla de Henry Hartmann i Hedwig (Bercher) Hartmann. Va estudiar al Swarthmore College on va rebre un B.A. en economia amb honors en 1967. El mateix any es va casar amb Frank Blair Cochran, del que va tenir Jessica Lee Cochran i es va divorciar un any més tard. Després Hartmann estudià a la Universitat Yale on es va llicenciar en economica en 1972 i s'hi va doctorar el 1974. En 1979, es va casar amb John Varick Wells i va tenir dues filles – Katherine Lina Hartman Wells i Laura Cameron Hartmann Wells.

## Carrera
Hartmann començà la seva carrera en 1969 com a programadora informàtica i investigadora del departament de planificació urbana de New Haven (Connecticut) de 1969 fins a 1972. Després fou instructora de qualitat a la Universitat Yale durant un any. Es va mudar a Nova York, on de 1974 fins a 1976 va ser professora ajudant visitant d'economia a la New School for Social Research. Llavors va marxar a Washington, DC, on va treballar durant dos anys com a economista de recerca sènior a l'Oficina d'Investigació de la Comissió de Drets Civils dels Estats Units, i després durant vuit anys fou membre del personal de l'Acadèmia Nacional de Ciència/Consell d'Investigació Nacional. Aquí va treballar en molts informes llistats a la secció Publicacions. Hartmann va obtenir una beca de l'American Statistical Association de l'Oficina del Cens fins a 1987 quan va fundar l'Institute for Women's Policy and Research. També és editora de Journal of Women, Politics & Policy.

## Experiència

### Contribució de les dones a l'economia
Hartmann considera que la participació de les dones en l'economia es divideix en dues parts: treball remunerat i cura de la família. Les dones són cada vegada més fora de casa i al mercat però alhora encara estan assumint la major part del volum de treball a casa. Per tal d'aconseguir la igualtat per a les dones, Hartmann argumenta que la societat necessita millorar les oportunitats en el mercat laboral i també millorar la capacitat de les dones i dels homes de compaginar el treball i la gestió de la les tasques de la llar.

### Ocupació
Hartmann argumenta que el progrés en l'ocupació de les dones ha augmentat significativament durant les últimes cinc dècades. Les dones han començat a entrar en ocupacions que històricament els han estat tancades i són capaces de contribuir als seus ingressos familiars i a l'economia més que mai. Segons un informe del 2014 per a la Investigació de Polítiques de la Dona, el creixement per a les ocupacions de les dones durant els últims set anys va ser més fort en els serveis professionals i empresarials (les dones van obtenir 42.000 llocs de treball). Malgrat tot això, Hartmann segueix pensant que l'ocupació de la dona té un llarg camí per recórrer (vegeu Seguretat Social i diferències salarials/discriminació.

### Seguretat Social
La seguretat social proporciona molts avantatges i desavantatges per a les dones, segons els estudis de Hartmann. En termes d'avantatges, que abasta tothom (incloent-hi les dones) ha treballat almenys deu anys, amb un sou de 4.360 $ per any. Proporciona beneficis a les esposes independentment de si ha treballat remuneradament o no, ex-esposes (que hi havien estat casades almenys deu anys) i per a les vídues. La seguretat social també és adaptable als processos d'inflació i no discrimina les dones treballadores que guanyen un salari més alt o més baix. Hartmann també reflecteix els desavantatges del sistema de seguretat social dels Estats Units que ho són especialment per a les dones. En 2013, les retallades de seguretat social (conegudes com a Chained IPC) perjudicà més que no va ajudar les dones. Les dones de més edat depenen de l'Assegurança Social per a la majoria dels seus ingressos, ja que tenen menys accés a les altres formes d'ingrés com les pensions i els estalvis als que els homes hi tenen més accés. A més de les recents retallades en els beneficis, anys on les dones eren prestadores de cures feien mitjana com de zeros arrossegant a la baixa la mitjana general d'ingressos de la dona. A més, no hi ha beneficis per a la prestació de cures fora del matrimoni, considerant que el cuidador casat pot rebre beneficis conjugal beneficis de la seguretat social.

### Bretxa salarial/Discriminació
Hartmann advoca principalment per la igualtat d'oportunitats en el mercat laboral. A Still A Man's Labor Market: The Long-Term Earnings Gap; Unnecessary Losses Hartmann sosté que la bretxa salarial té importants repercussions en molts aspectes de la vida familiar com les opcions, índexs de pobresa, la capacitat de les mares solters de tenir cura dels seus fills i les taxes de jubilació de les dones de més edat.Hartmann arriba a la conclusió que si els salaris de les dones fossin més alts gairebé totes les famílies amb dones assalariades tindrien un millor nivell de vida. Atribueix els ingressos mitjans més baixos de les dones no a les seves preferències per al treball de salaris baixos, sinó al grau de segregació sexual. La discriminació del mercat laboral condueix a la disminució dels ingressos per a les dones, és a dir, les dones no poden pagar per la cura de nens i les allunya dels seus llocs de treball per comprometre amb els seus fills, un compromís que al seu torn contribueix a la seva discriminació en el lloc de treball. Hartmann reconeix la bretxa salarial per gènere en tots els grups racials i ètnics. Segons un informe de 2013, les dones de tots els grups racials i ètnics guanyen menys que els homes del mateix grup, i també guanyen menys que els homes blancs. Els treballadors hispans tenen ingressos setmanals mitjans més baixos que els treballadors blancs, negres i asiàtics, els més baixos de qualsevol raça o grup ètnic reportat. Els treballadors asiàtics tenen els ingressos setmanals mitjans més alts, sobretot a causa de les taxes més altes d'èxit educatius d'homes i dones.

### Valor comparable
Aquest concepte, creat per Hartmann, es basa en la seva creença en la igualtat de remuneració per a treballs d'igual valor. "L'objectiu general de l'estratègia de valor comparable és la igualtat salarial - les taxes de salaris ocupacionals equitatives no són influïdes pel sexe, la raça o ètnia dels titulars" (Comparable Worth, 4). Va emfatitzar un tipus de discriminació salarial que es produeix quan una empresa és substancialment segregada per sexe i els dos grups no estan realitzant el mateix tipus de tasques, però les tasques són objectiu de "valor comparable" al treballador (Women, Work, and Wages 9). L'exploració de Hartmann del valor comparable la va obligar a no sols mirar el resultat de les diferències salarials entre els homes i les dones sinó també la significació dels prejudicis de gènere / segregació sexual en treball. Ella defineix segregació sexual en el lloc de treball com la concentració d'homes i dones en diferents llocs de treball que són predominantment d'un sol sexe. Hartmann treballa cap a un objectiu de la plena integració, amb diferents proporcions d'homes i dones dins de cada ocupació idèntiques a la seva representació en l'enquesta de població activa en el seu conjunt. Ella assenyala, però, que a causa que les diferències entre homes i dones són profundament arrelada en algunes cultures, aquesta fita pot trigar dècades per arribar. Per tant, un objectiu polític apropiat seria eliminar les barreres en el camí de l'exercici dels drets al treball de les dones 

### Erudita feminista

#### Patriarcat
Segons Hartmann, el patriarcat es defineix com a "el control d'accés de les dones als recursos i la seva sexualitat, la qual cosa, al seu torn, permet als homes controlar la potència de treball de les dones, amb el propòsit tant de servir els homes en molts aspectes personals i sexuals i amb el propòsit de criança dels fills". Abans de capitalisme es va establir un sistema patriarcal en el qual els homes controlaven el treball de les dones i dels nens en la família, i a través d'aquest van aprendre tècniques de control jeràrquic. Hartmann argumenta que actualment el mercat laboral perpetua aquest control jeràrquic. Els baixos salaris mantenen les dones dependents dels homes, animant-les a casar-se. Les dones casades han de fer tasques domèstiques pels seus marits, i els homes n'obtenen benefici, tant de guanyar salaris més alts com de no haver de participar en les tasques domèstiques.

#### Marxisme i Feminisme
En 1981, Hartmann va escriure l'article The Unhappy Marriage of Marxism and Feminism en la publicació Women and Revolution. L'article argumenta que “el matrimoni del marxisme i el feminisme ha estat com entre marit i muller segons el dret comú anglès; el marxisme i el feminisme són un, i que un és el marxisme ... O necessitem un matrimoni saludable o necessitem un divorci". Hartmann argumenta que els intents d'integrar el marxisme i el feminisme no són suficients, ja que no incorporen la lluita feminista a la lluita més gran contra el capitalisme, es posen les preocupacions de classe sobre les del gènere. Hartmann considera que el marxisme ofereix un bon propòsit anàlisi però que és cec pel que fa al sexe. Diu que la forma en què les feministes radicals descriuen les característiques dels homes (competitivitat, racionalitat, domini) que són molt semblants a les característiques de la societat capitalista. Per tant, és en una societat capitalista que té sentit per a la gent veure les dones com a emocionals o irracionals, mirant-les com a "dependentes". A causa d'això, cal una anàlisi feminista per a descriure les relacions entre homes i dones. Afirma que la societat podria utilitzar els lligams entre marxisme i feminisme per jutjar el capitalisme i conèixer-hi l'actual situació de les dones.

#### El dilema del doble vincle
Les dones s'enfronten a un doble vincle en molts aspectes de la societat, però particularment en l'economia. S'espera que una dona treballi i mantingui la seva família, al mateix temps que tingui cura de la llar. En Contemporary Marxist Theory and Practice: A Feminist Critique, Hartmann i Ann Markusen argumenten que per tal de superar els problemes que les economistes feministes estan treballant per corregir (bretxa salarial, discriminació en el lloc de treball i seguretat social) cal emfatitzar la relació dels processos reproductius de les dones en la producció econòmica juntament amb la seva importància de ser una part de la força de treball actual. Hartmann també diu que
tot i que la quota de treball d'una parella fora de la casa s'ha igualat durant els últims trenta anys, la participació de la parella de les tasques de la llar amb prou feines ha canviat. Per tal de progressar en l'àmbit de les tasques de la llar, la família ha de ser entesa no sols com una unitat d'ascendència comuna sinó també com un lloc on se solucionen els conflictes en matèria de producció i redistribució. Els conflictes de la producció d'acord amb la forma de distribució de les tasques de la llar, les seves normes, i qui treballarà fora de la llar pel salari. Els conflictes amb la redistribució de com s'han de gastar els diners i qui ho decidirà.

### Premis/Honors
Hartmann ha obtingut diversos premis. En 1994, va guanyar la beca MacArthur, una subvenció de cinc anys concedida per la Fundació MacArthur a persones excepcionals que mostren la creativitat de les seves investigacions i les perspectives de més en el futur, en el seu cas treballar sobre la dona i l'economia. També ha rebut dos graus honoraris.